# Чекозерка
Чекозерка — река в России, протекает на западе Виноградовского района Архангельской области. Исток — озеро Чекозеро. Устье реки находится в 44 км по правому берегу реки Мягдома. Длина реки — 4,5 км. В 4 км от устья, по левому берегу реки впадает река Куркала.

## Данные водного реестра
По данным государственного водного реестра России относится к Двинско-Печорскому бассейновому округу, водохозяйственный участок реки — Северная Двина от впадения реки Вага и до устья, без реки Пинега, речной подбассейн реки — Северная Двина ниже места слияния Вычегды и Малой Северной Двины. Речной бассейн реки — Северная Двина.

## Топографические карты
- Лист карты P-37-XI,XII Плесецк. Масштаб: 1 : 200 000. Указать дату выпуска/состояния местности.
- Лист карты P-37-47,48 Подволочье. Масштаб: 1 : 100 000. Состояние местности на 1982 год. Издание 1986 г.